# دیوشبرنی
دیوشبرنی (به مجاری:  Diósberény) یک شهرداری در مجارستان است که در ناحیه تاماشی واقع شده‌است. دیوشبرنی ۱۷٫۷۵ کیلومتر مربع مساحت و ۳۸۷ نفر جمعیت دارد.